# Louis Thomas Leconte
Louis Thomas Leconte est un homme politique français né le 15 juillet 1799 à Dinan (Côtes-d'Armor) et mort le 15 novembre 1873 à Lyon.

## Biographie
Banquier à Dinan, maire de la ville, il est député des Côtes-du-Nord en 1849, siégeant à droite. Rallié à l'Empire, il est réélu député, comme candidat officiel, en 1852. Il ne se représente pas en 1857.

## Sources
- « Louis Thomas Leconte », dans Adolphe Robert et Gaston Cougny, Dictionnaire des parlementaires français, Edgar Bourloton, 1889-1891 [détail de l’édition]